# 광야의 왕자 대 징기스칸
광야의 왕자 대 징기스칸은 한국에서 제작된 이종기 감독의 1963년 영화이다. 박노식 등이 주연으로 출연하였고 정병준 등이 제작에 참여하였다.

## 출연

### 주연
- 박노식
- 방성자
- 이대엽

## 제작진
- 조명: 김연
- 미술: 홍성칠